# Magzati keringés

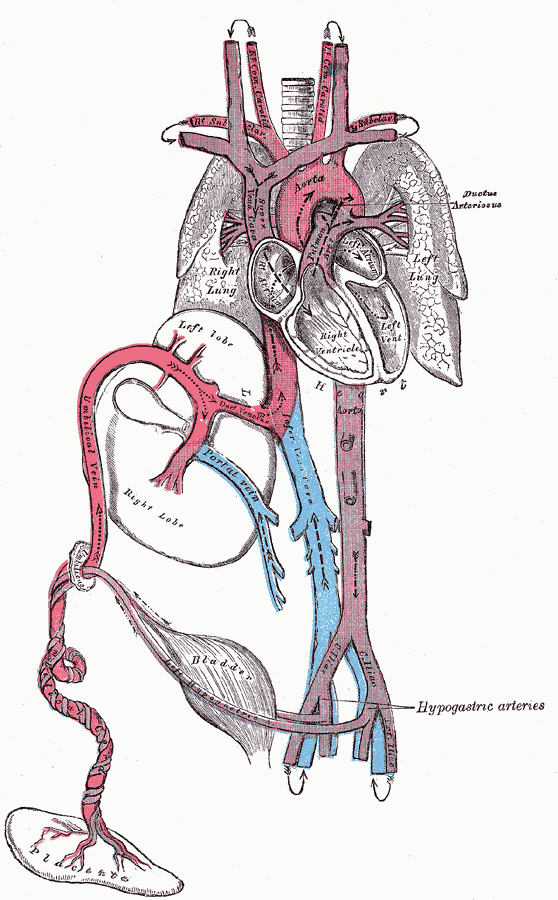
A magzati vérkeringés robbantott rajza

A magzati keringés vagy circulatio foetalis lényegesen különbözik a születés utáni keringéstől. Ez szükségszerűen következik abból, hogy a magzat tüdeje még nem funkcionál, így a kis vérkör sem működik, a magzat egész gázcseréjét, tápanyagellátását és anyagcsere végtermékeinek kiürítését az anyai szervezet biztosítja a méhlepényen (placenta) keresztül. Itt csak a placenta kifejlődése (negyedik terhességi hónap vége) utáni állapot kerül összefoglalásra, a korábbi fejlődési szakaszok tárgyalása feleslegesen megnövelné a szócikk terjedelmét és nem segítené elő az alaptéma világosabb kifejtését. A méhlepényt a magzattal a köldökzsinór (umbilicus) köti össze. A magzati keringést a magzat szívműködése tartja fenn.

## A méhlepény
A méhlepény (placenta; kb. 22 cm átmérőjű, 2-2.5 cm vastagságú, 500 g súlyú korong alakú szerv) anyai és magzati részből tevődik össze. Funkciói - beleértve endokrin működését - olyan sokrétűek, hogy azzal külön szócikk foglalkozik. Itt hangsúlyozni kell, hogy a méhlepényen átáramló anyai és magzati vér szigorúan elkülönített rendszerben áramlik, és a két vér közötti anyagkicserélődés többszörös elválasztó-szűrő rendszeren keresztül valósul meg. Ennek a fő komponenseit a méhlepény magzati részeinek bolyhait borító hám- és alaphártya rendszer képezi. Ehhez talán nem felesleges megjegyezni, hogy az anya és a magzat genetikailag és ennek praktikusan összes (fenotípusos) kifejeződésében (vércsoportok, szöveti antigének stb.), önálló egyedek, és a megfelelő elhatárolódás hiánya esetleg mindkét félre nézve tragikus következményekkel járhat. Ez bizonyos kóros körülmények között be is következhet.

## A köldökzsinór
A köldökzsinór (funiculus umbilicalis) a magzatot és a méhlepényt köti össze, hossza 55–60 cm. Magzati eredetű, érett kocsonyás kötőszövetből áll, aminek hatása félkemény gumiburkolathoz hasonlítható. Ez a sajátossága védi a benne futó magzati ereket a nyomástól és a megtöretéstől. Ezek kóros vagy rendkívüli körülmények között azonban bekövetkezhetnek: előbbi a köldökzsinór fejlődési rendellenességei, utóbbi szüléskor bekövetkező, a köldökzsinór leszorításával járó komplikációk esetén. A magzatot és a méhlepényt összekötő három nagy ér fut benne: két artéria és egy véna. Az artériák itt - összetételt tekintve - "vénás", míg a véna "artériás" vért szállítanak. A köldökzsinór kötőszöveti állományának saját vérellátása nincs, hajszálereket nem tartalmaz. Az artéria és a véna (visszér) elnevezést mindig a véráram szívhez viszonyított irányához, és nem a szállított vér összetételéhez alkalmazzuk. A kettő csak a születés utáni nagyvérköri keringésnél esik egybe, de a kisvérkörre  ott sem érvényes.

## A köldökzsinórban szállított vér eredete és további útja
A köldökzsinór két artériája (arteria umbilicalis) a magzati belső csípőverőerekből (arteria iliaca interna) ered. A köldökzsinóron keresztül a méhlepény magzati bolyhaiban egészen hajszálerekig elágazódik. A benne lévő vér itt - a bolyhok határrétegein keresztül -  salakanyagait leadja, ugyanakkor az anyai vérből oxigént és tápanyagokat vesz fel. Az oxigén hatékony felvételében szerepet játszik az, hogy a magzati hemoglobin oxigén kötő képessége (affinitása) nagyobb, mint a felnőttkori vérfestéké. Az így felfrissült vér a köldökvénán (vena umbilicalis) áramlik vissza a magzatba.

## A köldökvénán visszaáramló vér megoszlása
Itt mintegy fele-fele arányban két irányba áramlik. Az egyik fele a májkapu vénához (vena portae) vezetődve a máj állományába kerül, és ezen átszűrődve közvetve, a másik fele egy elkerülő vezetéken (ductus venosus; Arrantius-féle vezeték) közvetlenül az alsó fő visszérbe (vena cava inferior) ömlik. (A legfrissebb vért tehát a máj kapja.) Az alsó visszér (vena cava inferior) vére a jobb pitvarba ömlik, itt azonban áramlástani okokból nem igen keveredik a felső nagy visszér (vena cava superior) vérével, hanem az akkor még nyitott pitvarok közötti sövény nyílásán (foramen ovale) átáramlik a bal pitvarba, majd onnan a bal kamrába. A bal kamrából így viszonylag friss vér pumpálódik a főverőér kezdeti szakaszába. A főverőér ívének végénél azonban a jobb kamrából eredő tüdőverőér és a főverőér között ismét fontos összeköttetés, a Botallo-vezeték (ductus arteriosus) található, ahol a jobb kamrából kipumpált vér is a véráramhoz csatlakozik, és a vér keveredése teljessé válik. Az addig eredő artériák (szívkoszorúerek, főverőér ívének fejhez és felső végtaghoz futó ágai) még viszonylag friss vért kapnak. A legmostohább az ennél lejjebb lévő részek ellátása.

## Következmények
A fentiekből következik, hogy az egykörös vérellátás valamennyi területen változó mértékben kevert vérrel látja el a szerveket és testrészeket. A vér "frissességének" ez a különbözősége a magzat, majd az újszülött testarányaiban és szerveinek, testrészeinek fejlettségében is kifejezésre jut. A legjobb vérellátású máj a magzati korban a vérképzésben is alapvető szerepet játszik (számos egyéb funkciója mellett), a fej és az agy viszonylag jó ellátottsága az agy fejlődéséhez elengedhetetlen, a jobb ellátottság a fej és a felső végtagok relatív fejlettségében is kifejezésre jut.

## Változások a születéskor
Az előbb felvázolt keringési rendszer pillanatok alatt megváltozik a megszületéskor. A felsírás azt is jelenti, hogy beindult a tüdőlégzés és ezzel együtt a kisvérkör. A nyomás- és áramlási viszonyok megváltozása (és egyéb mechanizmusok közreműködésével) záródnak a köldökerek (a köldökellátás csak praktikus és biztonsági célokat szolgál), funkcionálisan záródik a foramen ovale és a Botallo-vezeték. (Mindezek teljes anatómiai összezáródásához bizonyos idő szükséges.) Ezek a mechanizmusok nem működnek mindig hibátlanul, ami fejlődési rendellenességekhez vezethet. Ilyenkor a megfelelő időben történő orvosi beavatkozások jelentik a korrekciót.